# Kaalheide (buurt)
Kaalheide (Kerkraads: Kaalhei) is een buurt in Kerkrade-West. De naam van de buurt verwijst naar het onbegroeide heideveld dat vroeger op deze plaats lag.
Kaalheide grenst in het zuiden aan de buurt Gracht. Ten noorden bevindt zich het industrieterrein Dentgenbach. Ten oosten ligt Kerkrade-Centrum en ten westen liggen Terwinselen en Heilust.
Kaalheide is bekend vanwege het Gemeentelijk Sportpark Kaalheide waar huidig Eerste Divisie voetbalclub Roda JC tot en met het seizoen 1999-2000 speelde. Het Harmonieorkest "St. Jozef" Kaalheide Kerkrade is een van de toonaangevende harmonieorkesten in Nederland. De Sint-Jozefkerk werd in 1927 gebouwd naar een ontwerp van de architect Hubert van Groenendael. Het is een markant kerkgebouw met een uivormige kerktoren. Tot 1969 was Kaalheide een rectoraat. Vanaf 1969 werd het een parochie. Bijna 30 jaar lang werd de parochie geleid door pastoor Peter Wiertz. Hij was ook de grondlegger van het jongerenkoor Kaalheide. Tot begin jaren zeventig vonden de gemeenschapsactiviteiten plaats in het naast de kerk gelegen Kolbegebouw. Het verenigingsgebouw "Jreëts" aan de Kaalheidersteenweg sloot in 2006 zijn deuren.
Ook liggen in deze buurt in de Krichelstraat de fundamenten van een romeinse villa rustica: de Romeinse villa Kaalheide. Aan de zuidkant van Kaalheide ligt de beek Vloedgraaf en ten oosten van de buurt ligt het dal van de Anstelerbeek, waar de villa hoog boven ligt. De villa ligt met de buurt Kaalheide op het Plateau van Spekholzerheide.

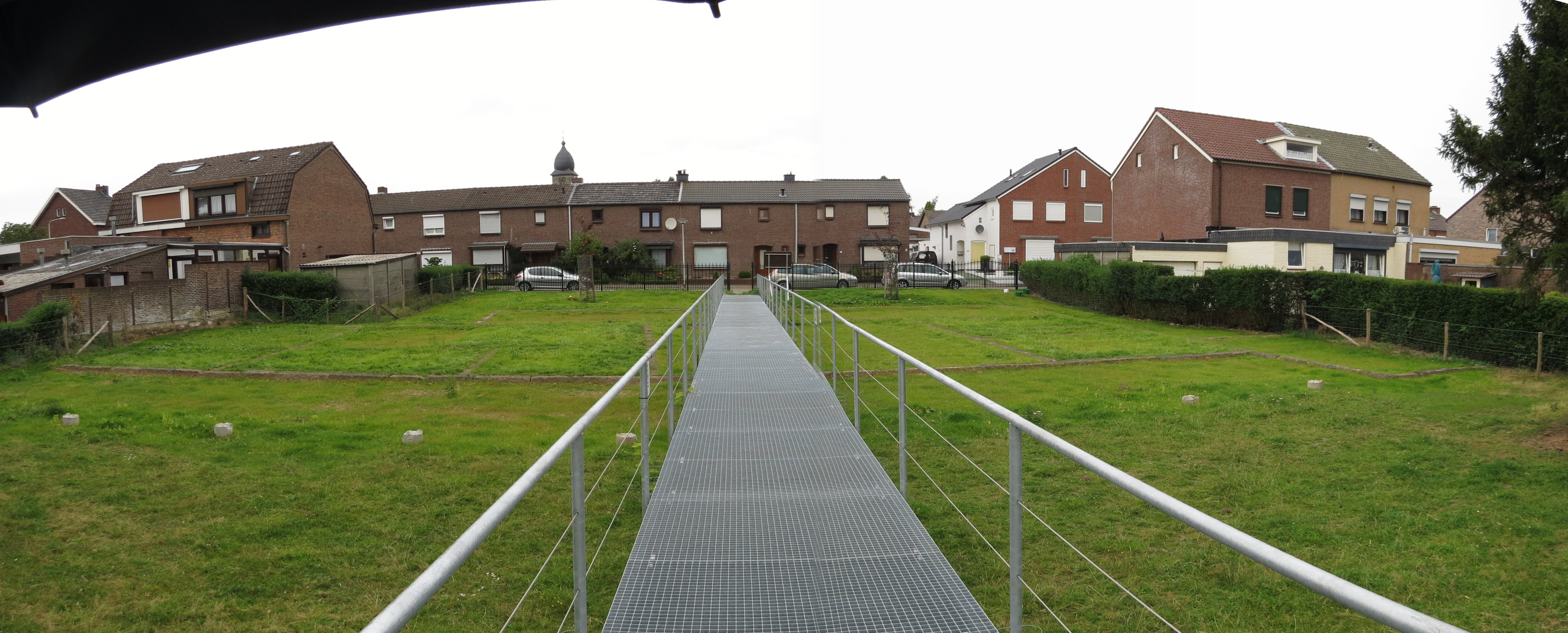
De fundamenten van de romeinse villa rustica aan de Krichelstraat. In de achtergrond de torenspits van de Sint-Jozefkerk

Bleijerheide · Chevremont · Eygelshoven · Gracht · Haanrade · Ham · Heilust · Holz · Hopel · Kaalheide · Kaffeberg · Kerkrade-Centrum · Locht · Mucherveld · Nulland · Rolduckerveld · Spekholzerheide · Terwinselen · Vink · Waubacherveld

Limburg: Steden en dorpen      Nederland: Provincies · Gemeenten